# Undr
Undr es un cuento del escritor argentino Jorge Luis Borges, que forma parte de El libro de arena, colección de cuentos y relatos publicada en 1975.
Se trata del octavo cuento de ese volumen, y retoma el tópico de El espejo y la máscara: la búsqueda de la máxima síntesis poética y metafísica.
El relato transcribe un supuesto texto de Adán de Bremen, cronista medieval del siglo XI.
El texto citado da cuenta de una tribu cristiana de pastores y cazadores localizada cerca del río Vístula, los urnos, cuya poesía consta de una sola palabra. Adán de Bremen transcribe su diálogo con Ulf Sigurdarson, poeta islandés que ha convivido con los urnos hasta conocer la única palabra.
- Datos: Q5562126